# Taraxacum beckeri
Taraxacum beckeri là một loài thực vật có hoa trong họ Cúc. Loài này được Soest miêu tả khoa học đầu tiên năm 1966.